# Baia de Aramă
Baia de Aramă és una petita ciutat romanesa situada al comtat de Mehedinți, a la regió històrica d'Oltènia, amb una població de 5.349 habitants. El riu Brebina travessa la ciutat. Es poden trobar algunes ruïnes dàcies a la ciutat, així com el monestir de Baia de Aramă del segle xvii.
El nom de la ciutat significa "mina de coure", cosa que suggereix que Baia d'Aramă va arribar a ser una ciutat important per la mineria de coure. No obstant això, amb el pas dels anys, moltes de les mines de la ciutat han tancat, deixant aproximadament la meitat de la ciutat a l'atur.
La ciutat administra vuit pobles: Bratilovu, Brebina, Dealu Mare, Mărășești, Negoești, Pistrița, Stănești i Titerlești.
Segons el cens realitzat el 2011, la població de Baia de Aramă ascendeix a 5.349 habitants, per sota del cens anterior del 2002, quan es van registrar 5.648 habitants. La majoria dels habitants són romanesos (85,51%), amb una minoria de gitanos (9,98%). Per al 4,47% de la població, se'n desconeix l’ètnia.